# District de Sarre-Union
Le district de Sarre-Union ou Neusaarwerden est une ancienne division territoriale française du département du Bas-Rhin de 1793 à 1795. Il fut créé à la suite du rattachement de l'ancien comté de Sarrewerden à ce département le 23 novembre 1793.
Il était composé des cantons de Sarre Union, Diemeringen, Drulingen, Harskirchen, la Petite-Pierre et Wolfskirchen.